# Мартин, Курт
Курт Мартин (нем. Kurt Martin; 31 января 1899, Цюрих — 27 января 1975, Мюнхен) — немецкий историк искусства и директор ряда крупных музеев, в том числе Кунстхалле Карлсруэ.

## Биография

### Детство, юность, образование
Курт Мартин родился в Цюрихе 31 января 1899 года, третий сын Рудольфа Мартина (1864—1925), профессора антропологии из Бадена, и его жены Анны Хайн (1865—1940). В Цюрихе посещал начальную школу, затем перешел в Новую школу в Лозанне, а затем в Реалгимназию в Карлсруэ. Окончил гимназию в 1917 году. Был участником Первой мировой войны. В 1920 году начал изучать философию (в том числе у Мартина Хайдеггера и Эдмунда Гуссерля) и историю искусств (у Ганса Янцена) в Университете Фрайбурга, а затем перевёлся в Мюнхенский университет, где в 1924 году защитил диссертацию на тему «Нюрнбергская каменная скульптура XIV века» под руководством Генриха Вёльфлина. По словам Йозефа Вернера, до начала своей музейной карьеры Мартин два года работал актёром.

### 1927—1934 Государственный музей Мангейма и Бадена
Свою карьеру начал в 1927 году в качестве волонтера в Кунстхалле Мангейма, директор которого Густав Фридрих Хартлауб был крупным популяризатором современного искусства. Согласно доносу в Службу безопасности СС от 28 марта 1945 года, Курт Мартин был «полностью предан футуризму» до 1933 года. Говорят, что он поддерживал «постоянные контакты с коммунистами и большевиками» и дружил с евреем по фамилии Вермер, который был политически активен в период Мюнхенского совета. Скульптор Кристоф Фолль, чьи работы считались «дегенеративными», также, как говорят, был одним из его друзей. Позже Мартин перешел в Музей земли Баден в Карлсруэ в качестве научного ассистента, а затем куратора. В 1931 году он взялся за организацию выставки «Немецкие поэты как художники и рисовальщики» для Гейдельбергерского кунстферайна.
В начале 1930-х годов он познакомился с Робертом Вагнером.

### 1934 Музей армии Бадена
Осенью 1933 года Вагнер поручил Курту Мартину создать музей баденской армии. Вместе с полковником в отставке Эрихом Бланкенхорном, бывшим начальником полиции земли Баден, незадолго до этого уволенным новыми властями, он взялся за создание независимого музея под эгидой Баденского государственного музея. Для этого ему предоставили помещения в бывших конюшнях дворца Карлсруэ, резиденции Государственного музея. 13 мая 1934 года Роберт Вагнер и Курт Мартин открыли музей во время двухдневных празднеств перед 80 000 зрителей. Помимо дивизий рейхсвера и делегаций с флагами от военных объединений, в демилитаризованной зоне маршировали делегации нацистских организаций. Очевидно, чтобы избежать дипломатической путаницы с Францией, Пауль фон Гинденбург, Гитлер и рейхсминистр вооруженных сил Вернер фон Бломберг остались в стороне от мероприятия и ограничились передачей приветствий. В своей вступительной речи с балкона дворца Мартин объяснил, что музею было пожертвовано более 1000 предметов военной техники. Он сказал, что музей должен рассматривать не только баденские полки, но и полки бывшего 15-го эльзасского армейского корпуса. Музей должен стать «говорящим памятником, который должен донести до всех военные достижения нашего пограничного народа». […] Молодые люди должны учиться здесь уважать и понимать достижения своих отцов". В действительности выставка была всего лишь «потёмкинской деревней». Так, Эрих Бланкенхорн писал о состоянии музея на момент открытия, что из-за короткого времени подготовки удалось лишь «чисто декоративно заполнить […] исторически совершенно не связанными картинами и предметами». По этой причине музей был снова закрыт всего через день после открытия.

### 1934 Государственная художественная галерея Карлсруэ
2 июля 1934 года Вагнер назначил Мартина директором Кунстхалле Карлсруэ. Он сменил Ханса Адольфа Бюлера, который был верен партийной линии и руководство музея которого отличалось прежде всего радикальной оппозицией модернизму, который национал-социалисты называли «разлагающим искусством». Мартин оставался директором музея до 1956 года.

### Выставочная деятельность с 1934 года
В период с 1934 по 1939 год деятельность Кунстхалле была ограничена. С 1934 по 1937 год здание Оранжереи в Ботаническом саду было перестроено для размещения баденской живописи конца XIX и XX веков в отдельном зале с 1938 года. С 1934 года отдел старой немецкой живописи был переделан и вновь открыт в 1937 году. Впоследствии вновь открылся отдел голландских и фламандских художников, который также был переделан.
В период с 1934 по 1937 год в Купферштихкабинете проходили многочисленные выставки, в том числе выставка, посвященная Гансу Тома в 1934 году, и выставка, посвященная новым приобретениям старой немецкой живописи Кунстхалле в 1936 году. Кроме того, для начальных школ Бадена были организованы две передвижные выставки: выставка Ганса Тома в 1936 году, которая привлекла около 90 000 посетителей, и выставка Альбрехта Дюрера в 1937 году, которую посетили около 45 000 гостей.
Незадолго до начала войны, 2 июля 1939 года, музей вновь открылся для полноценной работы. В это же время Кунстхалле отмечал свое столетие. В честь этого события Роберт Вагнер открыл мемориальную выставку Ханса Тома, включающую 180 его работ. В дополнение к частным коллекционерам и галереям, Национальная галерея в Берлине, Гамбургский Кунстхалле и Штедтише Галери Франкфурта предоставили для выставки свои коллекции. Мартин стремился показать Тома как «мастера немецкого пейзажа и великого портретиста». В это же время был вновь открыт для публики отремонтированный зал Фейербаха. Здесь хранилась немецкая живопись XIX века, которая была «реорганизована». С 1940 года Кунстхалле оставался закрытым из-за войны.

### Вмешательство правительства, потери в искусстве
В 1936 году Мартин сопротивлялся требованию НСДАП снять картины Макса Либермана, пока министерство культуры Бадена не распорядилось убрать работы. В 1937 году Штаатлише Кунстхалле пришлось передать 15 картин, три скульптуры и 132 рисунка, акварели, гравюры и т. д. в другие государственные учреждения как «дегенеративное искусство». Не исключено, что Мартин скрывал работы от комиссии, ответственной за конфискацию. Из переданных работ только в четырёх случаях известно, где они находятся сегодня. Это работы Эрнста Барлаха, Ханнса Людвига Каца, Карла Хофера, Эми Редера.

### Приобретение произведений искусства
В период с 1934 по 1937 год под руководством Мартина Кунстхалле приобрёл 115 картин, включая работы Ганса Тома, Эмиля Луго и Германа Даура.
В период с 1938 по 1939 год Кунстхалле приобрел 53 картины. В своем отчете за этот период Мартин выделил работы Вильгельма Трюбнера, Ансельма Фейербаха и Ганса Тома. Среди работ, помеченных как «переводы», были работы Карла Бухгольца, Германа Бурте, Йозефа Фратреля и Адольфа фон Менцеля. За тот же период Кунстхалле также приобрёл 175 рисунков, 636 гравюр и четыре этюда. Среди рисунков Мартин особо выделил восемь листов Иоганна Якоба Бидермана, два — Фердинанда Кобелла, три — Франца Кобелла и девять — Вильгельма Трюбнера. В 1940 году Кунстхалле Карлсруэ «пополнился несколькими работами преимущественно баденских художников». Среди прочего, музей приобрел картины Альберта Ланга, Фрица Бёле, Фердинанда Келлера, Эрнста Вюртембергера, Эдуарда Хунцикера, а также различные рисунки Ганса Тома и Фердинанда Келлера.

### Приобретение произведений искусства из еврейских коллекций
При Мартине, который в 1947 году писал, что он «всегда избегал покупок из конфискованных фондов», Кунстхалле Карлсруэ постоянно приобретал произведения искусства, изначально принадлежавшие евреям. В заявлении от 1947 года Мартин перечислил около 100 работ, включая собрания Рихарда Ленеля, Мангейм (1 работа), Бенно Вайля, Мангейм (1 работа), Зигфрида Райсса, Мангейм (44 работы), Артура Левиса, Карлсруэ (1 работа), Е. Райсс, Гейдельберг (3 работы), Пауль Хомбургер, Карлсруэ (3 работы), Эттлингер, Карлсруэ (1 работа), Клара Гольдшмит, Карлсруэ, Саломон, Карлсруэ (1 работа), Эрнст Галлинек, Баден-Баден (16 работ — коллекция фарфора из более 400 предметов предположительно перешла в Ландесмузеум) и Виолетта фон Вальдберг, Гейдельберг (жена Макса фон Вальдберга) (4 работы). Кунстхалле забрал работы у других государственных учреждений, которые ранее экспроприировали их. Большинство работ, упомянутых Мартином, были переданы Кунстхалле властями, частично в обмен на денежные выплаты. 20 работ были приобретены Кунстхалле по собственной инициативе с «аукциона еврейского имущества 6-9 августа 1941 года в Карлсруэ».

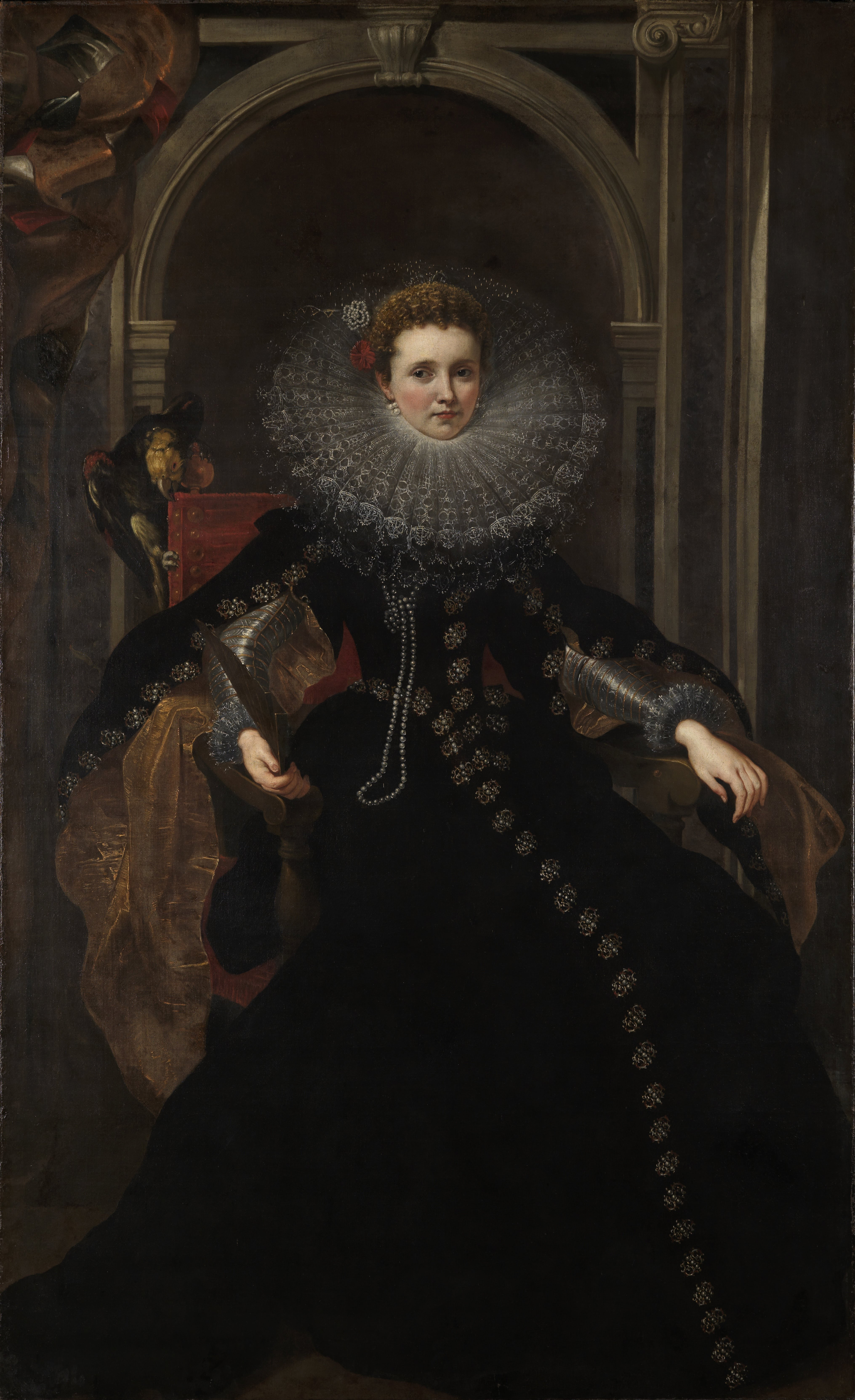
«Портрет Маркизы Вероники Спинола Дориа» Рубенса

В 1935 году Курт Мартин приобрел работу «Портрет Маркизы Вероники Спинола Дориа» Питера Пауля Рубенса на ликвидационном аукционе галереи Ван Демен, Берлин, за 63 000 рейхсмарок. В 1950-х годах Кунстхалле Карлсруэ выплатил компенсацию потомкам директоров-евреев. В 2000 году они снова безуспешно требовали компенсации. Это приобретение не было специально упомянуто в отчете о деятельности за 1934—1937 годы.

### Дело Бенсингера
20 июня 1939 года Курт Мартин был назначен художественным экспертом Devisenstelle Бадена. Его задачей была оценка произведений искусства, принадлежавших людям, желающим покинуть страну. О его деятельности на этом посту известно немного. Известно его поведение в связи с коллекцией Адольфа Бенсингера. В письме к «Адольфу Израилю Бенсингеру» летом 1939 года он сообщил о своем визите на виллу последнего в Мангейме для просмотра работ. Впоследствии он потребовал от ответственного главного налогового управления конфисковать коллекцию. Однако он предложил, чтобы большая часть работ осталась в доме Бенсингера. Из-за его тяжелого заболевания сердца не было опасений, что он сбежит и увезёт работы за границу. Однако некоторые работы должны были быть перевезены в Кунстхалле Карлсруэ. В день вручения постановления о конфискации, 28 июня 1939 года, Бенсингер умер. Исполнителю завещания Мартин настаивал на получении из наследства без оплаты семи работ: двух работ Тома, двух работ Менцеля, одной работы Коро, одной работы Ренуара и одной работы Дюмье. Однако усилия Мартина не увенчались успехом, поскольку Бенсингер назначил наследниками тех своих родственников, которые считались «Mischlinge 1. Grades». Мартин выступил против отмены конфискации в пользу наследников на том основании, что «еврей не может распоряжаться своим художественным имуществом даже по завещанию». Однако 22 февраля 1940 года домашнее имущество Бенсингера было продано с аукциона. Приобретения Кунстхалле Карлсруэ с этого аукциона неизвестны.
По инициативе Вагнера Мартин стал руководителем муниципальных музеев города Страсбурга и сохранил свою должность в Карлсруэ. С 1 апреля 1941 года он возглавил общее управление музеями Верхнего Рейна, то есть всеми музеями в Бадене и Эльзасе. Это сопровождалось резким увеличением зарплаты Мартина. Это было сделано в обмен на то, что Мартин отказался от переезда в Берлин в начале 1941 года. Мартин отказался стать преемником Эберхарда Ханфштангля, который был отправлен в вынужденный отпуск в 1937 году за противодействие уничтожению «дегенеративного искусства».

### Экспроприация художественных ценностей
В качестве государственного агента Мартин участвовал в «арианизации» еврейского имущества. Например, он провел в Эльзасе операцию по «изъятию предметов искусства из собственности, враждебной рейху и народу». В марте 1941 года он доложил об этом главе специальной комиссии в Линце Гансу Поссе. Мартин описывает, как в рамках этой акции были посещены квартиры евреев и изгнанных французов, и — вероятно, уже экспроприированные — произведения искусства были «изъяты» и отправлены на склады. Мартин отмечает, что никаких значительных произведений искусства найдено не было. Он упоминает, в частности, две работы Эудженио Лукаса, картину из круга Джованни Паоло Паннини и семейный портрет страсбургского художника Йозефа Меллинга, а также скульптуры, гобелены и мебель. В упомянутом выше доносе от марта 1945 года Курт Мартин обвиняется в том, что прикрывал своего страсбургского соратника Пауля Мартина, когда тот возвращал ему конфискованные произведения искусства, принадлежавшие «врагам Рейха». Произведения искусства происходили из коллекции Потье и, предположительно, были переданы Полем Мартином швейцарскому консулу в Страсбурге, который получил их от имени Потье.
В качестве награды за успешное возвращение эльзасских культурных ценностей из внутренних районов Франции в Эльзас Курт Мартин в сентябре 1941 года был награжден Военным крестом за заслуги без мечей. В январе 1942 года он сообщил: «Я беру на себя смелость объявить, что все музейные ценности, […] теперь вернулись в Эльзас». Во время своего пребывания в Страсбурге Мартин редко организовывал выставки, поскольку выдающиеся произведения искусства, по сути, пришлось убрать на хранение на время войны, для их защиты. Впоследствии хранение произведений искусства стало одним из основных направлений его деятельности, наряду с приобретением новых произведений искусства. Среди прочего, научной обработкой средневековых витражей из эльзасских церквей занималась его помощница Эльфрида Шульце-Баттманн.

### Покупки произведений искусства
В период с 1941 по 1944 год Мартин приобрел около 500 произведений искусства из различных источников. На эти цели в его распоряжении был бюджет в размере 2 млн рейхсмарок. Вагнер дал ему свободу в принятии решений о покупке. Это означало, что он был «привилегирован» по сравнению с директорами других культурных учреждений. Мартин посвятил себя новой задаче со всей энергией и добился большого успеха. Тем не менее, он писал коллеге в июле 1943 года: «Война постепенно принимает такие формы, что дальнейшие приобретения для наших музеев кажутся мне сомнительными и едва ли оправданными с человеческой точки зрения». Работы в основном находятся в Страсбурге.

### Приобретение произведений искусства во Франции, Нидерландах и Германии
В Париже в 1941—1943 годах Мартин приобрёл несколько произведений искусства, в том числе около 80 картин, в основном у французских дилеров для страсбургской коллекции, 23 из них через арт-дилера Адольфа Вюстера, который был прикреплен к немецкому посольству. Он также поддерживал контакт с немецким послом Отто Абецем, с которым Мартин был знаком ещё со студенческих времен. В целом оправдательный отчет американской разведки классифицирует Мартина как «личного эксперта Абеца». Мартин не делал никаких приобретений из фондов Штаба рейхсляйтера Розенберга, но он делал покупки у галеристов и арт-дилеров, обогатившихся на краже национал-социалистического искусства. Среди прочих, часть картин, приобретённых Мартином, и сегодня находятся в Музее изящных искусств Страсбурга.
С конца 1941 по 1944 год Мартин приобрел в Нидерландах около 40 картин и ряд других предметов искусства (в частности это картины Яна ван Гойена, Герарда Терборха, и др.). Некоторые произведения голландского происхождения, приобретённые Мартином, в настоящее время являются частью коллекции Nederlands Kunstbezit или, в одном случае, были реституированы.
5 января 1943 года военные противники Германии приняли в Лондоне Межсоюзническую декларацию. Согласно этой декларации, все юридические сделки и передачи имущества на территориях, оккупированных Германией с 1939 года до окончания войны, должны были быть признаны юридически недействительными. Мартин знал об этой декларации. Возможно, также из-за этой декларации, начиная с 1943 года Мартин покупал в основном в Германии, в меньшей степени во Франции и Нидерландах. Между 27 и 29 января 1943 года, например, Главное управление музеев Верхнего Рейна купило на аукционе настенную группу из известняка, изображающую Погребение Христа, и алебастровую фигуру Девы Марии. Обе работы поступили из собственности еврейского промышленника и коллекционера искусства Гарри Фульда, сына Гарри Фульда, умершего в 1932 году. Он был вынужден оставить работы в Германии, когда бежал из страны в 1936 году.

### Обвинения в личном обогащении
После войны Мартин признался американскому офицеру по защите искусства Уолтеру Хорну, что в октябре 1944 года он убедил тогдашнего временного директора Badischen Landesmuseums Людвига Мозера, вопреки истине, подтвердить, что картины и антикварные предметы декоративно-прикладного искусства были утрачены в результате бомбардировок. Мозер ранее доносил на Мартина (и на себя) Хорну, обвиняя Мартина в дальнейших «зловещих и бесчестных профессиональных делах» и дружеских отношениях с Робертом Вагнером. По мнению Хорна, это был акт недоброжелательности со стороны «невротичного» конкурента, который оступился и которого нельзя было воспринимать всерьез. Только обвинение, касающееся ложных подтверждений, заслуживает пристального внимания. Как сообщает Хорн, Мартин объяснил свои действия следующим образом: Это было сделано не для того, чтобы присвоить произведения. Напротив, в его намерения входило защитить сокровища искусства от конфискации союзниками.
В упомянутом выше доносе от марта 1945 года, истинность которого вряд ли можно проверить, Мартин обвиняется в том, что продал многочисленные произведения искусства и мебель «мин. Краффту» в обмен на коллекцию марок для собственной выгоды. Говорят, что сотрудники Мартина прослушивали его телефон и обнаружили посредничество в продаже французских произведений искусства («несомненно, Делакруа») владельцу фабрики в Мангейме по имени Ганс Энгельхорн. О самом Мартине также говорили, что у него самого необычайно большая коллекция произведений искусства.

### Послевоенный период
В послевоенный период американские власти относились к нему отчасти очень положительно, отчасти настороженно. Он смог вернуться на должность директора Кунстхалле Карлсруэ летом 1945 года, тем более что Уолтер Хорн и французские сотрудники по охране искусства, а также его бывшие французские коллеги из Страсбурга подтвердили его высокую честность и квалификацию. Курт Мартин был полезен французским и американским властям в поиске и возвращении произведений искусства, хранившихся для защиты от последствий войны.
Мартин стремился возобновить международный обмен культурными товарами и выставками после войны. В 1946 году он стал одним из основателей Международного совета музеев (ICOM), а с 1953 по 1965 год — президентом Немецкого национального комитета ICOM Germany, значение которого возросло с самого начала его пребывания на этом посту, что видно, в частности, по росту числа членов: в конце 1950-х годов в ассоциации состоял 41 член, а к концу 1960-х их было уже более двухсот.[118] Мартин смог создать Немецкий национальный комитет ICOM Germany в 1947 году.
Уже в 1947 году он смог выставить в Санкт-Галлене шедевры Кунстхалле Карлсруэ, которые до этого момента были упакованы. В 1951 году он вновь открыл музей и добавил отдел музейного образования, который был новым для того времени. Он внес свой вклад в коллекцию, прежде всего, приобретая искусство XX-го века. Его первая собственная выставка, состоявшаяся весной 1948 года, также стала первой презентацией американского искусства в Германии после войны.
Уже в 1948 году он курировал выставку немецкого искусства в нескольких городах США. В 1950 году он отвечал за выставку «Кёльнские мастера и Альбрехт Дюрер» в Париже, которая была организована в знак франко-германского примирения и на которой были представлены произведения старой немецкой живописи. Он был инициатором выставки German watercolors, drawings and prints: A midcentury review, которая прошла в США в 1956 году. Мартин был одним из основателей Кассельской выставки documenta, которая впервые была проведена в 1955 году как выставка современного искусства, и был членом совета documenta в течение многих лет.
С 1948 года по 1975 годы он был членом совета директоров Немецкого национального музея в Нюрнберге.
В 1956 году он стал директором Художественной академии Карлсруэ. В том же году он отредактировал рукописи Карла Хофера, художника-экспрессиониста и ректора Берлинской академии художеств.
В 1957 году он переехал в Мюнхен, сменив Эрнста Бюхнера на посту генерального директора Баварского государственного архива. Он занимал эту должность до выхода на пенсию в 1964 году. Мартин реорганизовал фонды и закрыл пробелы за счёт приобретений и пожертвований. Он особенно стремился расширить музеи Мюнхена, включив в них произведения современного искусства. Например, в 1964 году он приобрёл у арт-дилера Джастина Таннхаузера картину Пабло Пикассо «Мадам Солер». В нескольких городах Баварии он создал филиалы музеев, которые пополнял картинами со складов. В период его пребывания на этом посту был осуществлён спорный возврат или продажа ряда произведений искусства, первоначально экспроприированных или конфискованных после войны семьям нацистских функционеров Геринга, фон Шираха, Франка и Штрейхера.
В 1960 году архитектор Сеп Руф построил для него бунгало с атриумом (включая новое здание Германского национального музея) на участке площадью 3000 м² в колонии вилл Ментершвайге в Мюнхен-Харлахинге, которое с 2003 года было внесено в список памятников архитектуры. Покупка участка была раскритикована Высшим контрольным управлением Баварии как слишком дешевая.
В 1963 году он был награжден баварским орденом «За заслуги».
С 1965 года Мартин возглавлял комиссию, ответственную за распределение оставшихся произведений искусства из Центрального художественного коллекционного пункта Мюнхена. Несколько лет назад большое количество работ было включено Баварской государственной галереей изобразительных искусств в список находок так называемого разграбленного искусства и опубликовано в Интернете.
Принимал участие в разработке художественной программы Летних Олимпийских игр 1972 года в Мюнхене.

### Личная жизнь
Курт Мартин был протестантом. Он был женат на враче Хильдегард Вангрин с 1928 года.

### Оценки
Курт Мартин был одним из ведущих директоров музеев своего времени. Искусствовед и исследователь провенанса в Кунстхалле Карлсруэ Тесса Розеброк, которая при финансовой поддержке города Страсбурга среди прочих наиболее тщательно исследовала его жизнь, приходит к выводу, что в первые годы своей карьеры он находился во внутренней оппозиции нацистскому режиму, несмотря на внешние коррективы. Его характер не позволил ему «сильнее заразиться коричневой идеологией (…)». Историк из Саарбрюккена Райнер Мёлер, однако, сомневается в дистанцировании Мартина от национал-социализма. Биографию Мартина следует сравнить с биографией его «коллеги» в оккупированном Эльзасе, генеральмузикдиректора Ганса Росбауда (1895—1962), «тоже проверенного специалиста, честного человека и не ярого национал-социалиста, но назначенного и продвигаемого беспринципным гауляйтером НСДАП Вагнером, который подкреплял свою безжалостную политику германизации в Эльзасе, который был „холодно“ аннексирован в нарушение международного права, „позитивной“, вёлькиш-национал-социалистической культурной работой в области музыки, науки и искусства». Сомнения в оценке Розеброк также высказывает мюнхенский исследователь провенанса и искусствовед Андреа Бамби, которая считает оценку Розеброк «заставляющей задуматься».
По словам Бамби, работа Мартина после войны характеризовалась образцовым развитием музейной политики, направленной на интернациональность. «Как соучредитель Международного совета музеев, советник Министерства иностранных дел, директор Баварских государственных собраний живописи с 1957 года и советник первой выставки documenta, а также Летних Олимпийских игр, он оказал очень значительное влияние на немецкую музейную историю в 1960-х и 1970-х годах».
Научные интересы Курта Мартина были весьма обширны. Он опубликовал множество работ по искусству Средних веков и Возрождения, французской живописи XIX века и современному искусству.